# The Mortuary Collection
The Mortuary Collection is een Amerikaanse anthologie Horrorfilm uit 2019 geschreven en geregisseerd door Ryan Spindell. De film ging of 22 september 2019 in première op het Fantastic Fest in Austin en ontving lovende recensies waardoor het een score van 95% kreeg op Rotten Tomatoes. Een van de segmenten van de film is Spindell's korte film The Babysitter Murders uit 2015.

## Plot
Een excentrieke begrafenisondernemer vertelt verschillende macabere en fantastische verhalen die hij heeft meegemaakt in zijn illustere carrière.